# 노노재팬
노노재팬은 일본 불매 운동을 위한 원산지 표시 및 대체 상품 정보 제공하기 위해 생겨난 웹사이트이다.

## 제작자
제작자는 '김병규'이며 일제강점기 시절 강제징용 피해자이셨던 이춘식 할아버지를 위로하기 위해 사이트를 개설하였다고 한다.

## 이용 방법
노노재팬은 회원가입 없이 누구나 일본의 기업이나 상품의 영어명, 한글명, 대체 제품 등을 추가하면 이것을 운영자가 확인하여 사이트에 올리는 누리꾼 참여형 웹사이트이다.
또한 영어명, 대체 상품 등이 써있고 생활, 음식, 가전처럼 분류가 되어 있어 상품을 찾기 쉽다.이를 테면, 유니클로, ABC마트, 토요코인, 모스버거, 전일본공수, 일본항공, 닥스, Dole, 오랑지나, 산토리, 아사히 맥주, 필스너 우르켈, 삿포로 맥주, 포키, 혼다 등이 손을 꼽히며 계속 추가되고 있는 중이다. 그 외에도 이름 모르는 이름을 가진 업체들도 계속 증가 중이기도 하다.
일본의 상품 확인을 본인이 혼자 모든 작업을 이루고 있고 내용이 정확한지 항상 확인하고 있기 때문에 업로드 하는 시간 역시 오래 걸릴 수도 있다.
댓글을 작성할 때에는 카카오에 로그인 후 댓글을 작성할 수 있다.
그 외에도, 살펴보기 코너가 별도로 신설되어 있다. 살펴보기에는 다이소, 동아오츠카, 미니스톱, 세븐일레븐, 와코루, 세콤, 라이온(LION), 가루비, 구몬, 감동란, 용각산, 롯데, 칼로커트, 사라야, 러쉬 등등 여러 항목도 알아두기 코너에 포함되어 있어, 상기 목록에 올라온 것들이 일본 제품으로 오해받게 될 일이 없도록 똑똑하고 현명하게 소비될 수 있는 착한 제품으로 쉽게 안내되는 형태의 일러두기 페이지 역시 존재한다.
그리고 일본의 소유권을 가진 외국계 기업이 노노재팬에 지속적으로 올라오게 되는 경우가 간혹 있지만, 산쿄 세이코 소유의 닥스를 필두로 하여, 이토추 상사의 돌 푸드 컴퍼니(이하 Dole), 산토리의 오랑지나라던가, 아사히 맥주가 관리하게 되는 필스너 우르켈, 코젤, 그롤쉬, 페로니 등과 같은 제품 외에도 KGB 보드카 등도 소지되어 있는 것으로 보인다.
실제 일본 브랜드임에도 불구, 실질적인 경영진이 대만의 소유권으로 넘어간 샤프가 일본 기업으로 오해를 사면서 노노재팬의 리스트에 올라가는 잘못된 사례가 있는 것이 유일하다.

## 계획
제작자 김병규는 노노재팬 홈페이지 공지사항에 "상품 상세 페이지와 댓글로 의견을 나눌 수 있는 기능을 우선하여 추가하고 있습니다."라며 오해받는 브랜드를 위한 페이지, 댓글, 상세페이지 등 많은 기능을 추가하려 하고 있다.
"일본상품으로 오해받는 브랜드를 위한 페이지를 추가하려고 합니다. 이미지 호스팅 서버를 지원하겠다고 말씀 주시는 회사가 있어서, 브랜드 이미지를 곧 추가할 수 있을 것 같습니다."라는 말처럼 많은 웹사이트에 관련된 기업들이나 시민들이 노노재팬 사이트를 디자인, 서버 확충 등 도우러(지지러러) 운영자 김병규에게 메일을 보내고 있다.

## 방문자
노노재팬은 네이버, 다음 등 각종 포털 사이트에서 실시간 검색 순위 1위를 차지하기도 하였고, 사이트의 접속자가 크게 폭주하여 마비되는 등 인기가 엄청난 것으로 드러난다.
7월 18일 노노재팬 웹사이트의 방문자는 130만명을 넘었다.
12월 19일 노노재팬의 방문자는 1000만명을 넘었다.

## 안드로이드용 애플리케이션
2019년 7월 중 구글 플레이에 노노재팬 애플리케이션이 출시되었다.

## 이슈
JTBC 인터뷰 도중에 제작자 본인은 정작 일본 제조사의 키보드를 사용 중인 것으로 확인되어 또 다른 논란을 낳았다.
논란이 잦은 뒤 운영자 김병규씨는 자신이 부주의 했다며 사과하였다.

## 같이 보기
- 2019년 한일 무역 분쟁
- 2019년 대한민국의 일본 제품 불매 운동
- 일본